# Rodrigo Corrales
Rodrigo Corrales Rodal (Cangas de Morrazo, 24 de enero de 1991) es un portero español de balonmano que juega actualmente en el MKB Veszprém húngaro y en la selección de balonmano de España.
Con la selección ha ganado la medalla de oro en el Campeonato Europeo de Balonmano Masculino de 2018 y en el Campeonato Europeo de Balonmano Masculino de 2020.

## Clubes
- BM Cangas (Inicio - 2005)
- F. C. Barcelona (2005 - 2012)
- BM. Huesca (2012 - 2014)
- Orlen Wisła Płock (2014 - 2017)[6]
- PSG (2017 - 2020)[7]
- MKB Veszprém (2020 - )

## Participaciones en grandes torneos
| JJOO                           | Sede               | Resultado | Partidos | Goles |
| ------------------------------ | ------------------ | --------- | -------- | ----- |
| Juegos Olímpicos de Tokio 2020 | Bandera de Japón   |           | 8        | 0     |
| Juegos Olímpicos de París 2024 | Bandera de Francia |           | 8        | 0     |

| Mundial                                           | Sede                                       | Resultado | Partidos | Goles |
| ------------------------------------------------- | ------------------------------------------ | --------- | -------- | ----- |
| Campeonato Mundial de Balonmano Masculino de 2017 | Bandera de Francia                         | 5º        | 7        | 0     |
| Campeonato Mundial de Balonmano Masculino de 2019 | Bandera de Dinamarca · Bandera de Alemania | 7º        | 8        | 0     |
| Campeonato Mundial de Balonmano Masculino de 2021 | Bandera de Egipto                          |           | 9        | 0     |
| Campeonato Mundial de Balonmano Masculino de 2023 | Bandera de Polonia · Bandera de Suecia     |           |          |       |

| Europeo                                           | Sede                                                        | Resultado | Partidos | Goles |
| ------------------------------------------------- | ----------------------------------------------------------- | --------- | -------- | ----- |
| Campeonato Europeo de Balonmano Masculino de 2018 | Bandera de Croacia                                          |           | 8        | 0     |
| Campeonato Europeo de Balonmano Masculino de 2020 | Bandera de Austria · Bandera de Noruega · Bandera de Suecia |           | 9        | 1     |
| Campeonato Europeo de Balonmano Masculino de 2022 | Bandera de Eslovaquia · Bandera de Hungría                  |           | 8        | 0     |

## Palmarés

### Selección nacional
| Juegos Olímpicos   | Juegos Olímpicos          | Juegos Olímpicos  | Juegos Olímpicos |
| Año                | Lugar                     | Medalla           |                  |
| ------------------ | ------------------------- | ----------------- | ---------------- |
| 2020               | Tokio                     | Medalla de bronce |                  |
| 2024               | París                     | Medalla de bronce |                  |
| Campeonato Mundial |                           |                   |                  |
| Año                | Lugar                     | Medalla           |                  |
| 2021               | Egipto                    | Medalla de bronce |                  |
| 2023               | Polonia y Suecia          | Medalla de bronce |                  |
| Campeonato Europeo |                           |                   |                  |
| Año                | Lugar                     | Medalla           |                  |
| 2018               | Croacia                   | Medalla de oro    |                  |
| 2020               | Austria, Noruega y Suecia | Medalla de oro    |                  |
| 2022               | Hungría y Eslovaquia      | Medalla de plata  |                  |

### PSG
- Copa de la Liga de balonmano (2): 2018, 2019
- Copa francesa de balonmano (1): 2018
- Liga francesa de balonmano (3): 2018, 2019, 2020

### Veszprém KSE
- Liga SEHA (2): 2021, 2022
- Liga húngara de balonmano (2): 2023, 2024
- Copa de Hungría de balonmano (4): 2021, 2022, 2023, 2024
- Campeonato Mundial de Clubes de Balonmano (1): 2024